# Sargocentron punctatissimum
Sargocentron punctatissimum là một loài cá biển thuộc chi Sargocentron trong họ Cá sơn đá. Loài này được mô tả lần đầu tiên vào năm 1829.

## Từ nguyên
Từ định danh punctatissimum được ghép bởi hai âm tiết trong tiếng Latinh: puncta ("lốm đốm") và hậu tố issimus (biểu thị so sánh bậc nhất), hàm ý đề cập đến những chấm màu tím nhạt rất nhỏ trên vảy của loài cá này.

## Phân bố và môi trường sống
S. punctatissimum có phân bố rộng khắp vùng Ấn Độ Dương - Thái Bình Dương, từ Biển Đỏ dọc theo Đông Phi, trải dài về phía đông đến quần đảo Hawaii, quần đảo Marshall và đảo Phục Sinh, ngược lên phía bắc đến Nam Nhật Bản (gồm cả quần đảo Ogasawara), giới hạn phía nam đến Nam Phi, Úc và đảo Rapa Iti. Ở Việt Nam, S. caudimaculatum được ghi nhận tại quần đảo Trường Sa.
S. punctatissimum sống trong khe hốc của rạn viền bờ hoặc trong các vũng thủy triều, ít khi thấy ở độ sâu hơn 30 m (nhưng đã được bắt gặp ở độ sâu đến 183 m tại Hawaii).

## Mô tả
Chiều dài cơ thể lớn nhất được ghi nhận ở S. punctatissimum là 23 cm. Loài này có màu đỏ ánh bạc. Gai vây lưng trắng, có dải viền màu đỏ tươi. Các vây trong mờ, đỏ hơn ở gần rìa.
Số gai ở vây lưng: 11; Số tia vây ở vây lưng: 12–14; Số gai ở vây hậu môn: 4; Số tia vây ở vây hậu môn: 8–9; Số vảy đường bên: 41–47.

## Sinh thái
S. punctatissimum là loài sống về đêm, thức ăn chủ yếu là các loài giáp xác nhỏ và ấu trùng của chúng, cũng như giun nhiều tơ.
Qua giải mã trình tự gen 12S rRNA, S. punctatissimum được xếp vào nhóm chị em với Sargocentron macrosquamis.

## Giá trị
S. punctatissimum có giá trị thương mại không đáng kể, chủ yếu xuất hiện trong nghề đánh bắt thủ công, tuy nhiên vẫn có thể bị loại bỏ khỏi sản lượng khai thác. Ở Lakshadweep thì S. punctatissimum lại là một loài cá cảnh quan trọng.